# Erlbergalm
Die Erlbergalm ist eine Alm in Grassau im Landkreis Traunstein in Oberbayern.

## Bauten
Auf der Erlbergalm befinden sich zwei Kaser: der König-Kaser und der Weißenbacher Kaser.

## Heutige Nutzung
Die Alm wird durch den Ertlbauern und den Schwaigerbauern mit Jungvieh bestoßen. Die Alm ist nicht bewirtet.

## Lage
Die Erlbergalm ist die westlichste Alm der Grassauer Almen und liegt östlich unterhalb von Erlbergkopf und Schwarzenberg auf einer Höhe von 992 m ü. NHN.